# ATC kód N07
ATC kód N07 Jiná léčiva CNS včetně parasympatomimetik je hlavní terapeutická skupina anatomické skupiny N. Nervová soustava.

## N07A Parasympatomimetika

### N07AA Inhibitory cholinesterázy
N07AA01 Neostigmin
N07AA02 Pyridostigmin
N07AA03 Distigmin
N07AA30 Ambenonium

## N07B Léčiva k terapii závislostí

### N07BA Léčiva k terapii závislosti na nikotinu
N07BA01 Nikotin
N07BA02 Bupropion

### N07BB Léčiva k terapii závislosti na alkoholu
N07BB01 Disulfiram
N07BB03 Akamprosat
N07BB04 Naltrexon

### N07BC Léčiva k terapii závislosti na opioidech
N07BC01 Buprenorfin

## N07C Antivertiginóza

### N07CA Antivertiginóza
N07CA01 Betahistin
N07CA02 Cinarizin
N07CA03 Flunarizin
N07CA52 Cinarizin, kombinace

## N07X Jiná léčiva centrální nervové soustavy

### N07XX Jiná léčiva nervového systému
N07XX02 Riluzol

## Poznámka
- Registrované léčivé přípravky na území České republiky.
- Informační zdroj: Státní ústav pro kontrolu léčiv, Všeobecná zdravotní pojišťovna.